# 中央航空31号班机空难
中央航空31号班机空难是指1946年12月14日发生于中国浙江省长兴县李家巷乡的一起飞机撞山事件。机组人员4人、乘客2人全部遇难，其中有牙科专家戴天放和国民政府行政院专员薛经绶。机上所载价值12亿元法币的中国银行钞票引起当地群众的哄抢，最终仅回收2亿多。

## 航班信息
1946年12月13日，中央航空运输公司31号沪平班机由C-47型运输机执飞，从北平前往上海。正驾驶员马发祥、副驾驶员侯安德、报务员钟德、机械员张树东亦。途径南京时，因天气恶劣，遂于明故宫机场过夜。12月14日下午2时许，飞机从南京飞往上海，在距离南京200公里时失去联络。16时许，飞机失事于李家巷乡龙华庙村后的弄山上。
航班仅有两名乘客，其一为戴天放，时任四川华西大学牙医学院副院长、中国第一本口腔医学杂志《华大牙医学杂志》之编辑。四川内江人，字述古，1934年华西⼤学毕业后，担任上海市卫生局下辖上海医院牙科主任，抗战中受卫生署委派广西省立医院服务，1940年赴美留学公共口腔医学，1942年回国担任华西大学牙医学院副院长兼口腔病院院长，抗战胜利后担任南京中央医院⽛科主任、考试院典试专门委员、教育部医学教育会委员、卫生署牙科教育设计委员。
其二为薛锦绶，时任行政院专员、国立交通大学国际问题研究会会长。广东香山人，国立交通大学土木学院毕业，赴加州大学留学。当时从由英国回国到上海订婚。

## 救援处置
飞机失联后，央航上海总部立即开展联络、搜索、调查，派出两架飞机往苏州、无锡一带进行搜索，但一无所获。失事后，并⼭南麓茅棚中温州⼈首先发现飞机失事，并偷盗财物，至15日拂晓，消息便在李家巷镇传开。据目击者所言，“机内钞票因震动强烈，飞散满地，面积约二亩许，深可没膝。机旁钞票已成灰烬一堆，约二尺许见方，高约尺许”。16日，央航方才接获长兴县政府电报，指飞机坠机境内，人员俱亡，请求后续处置。央航派出两批人员分别乘坐飞机和火车前往事故现场，处理相关事务，遵照飞机失事赔偿的暂行规定，派遣专机将遇难者的遗体运送至上海万国殡仪馆进行成殓和安葬，向每位乘客家属发放了100万元法币的抚恤金，同时对于机组人员的家属，每人发放了一万美元作为赔偿。

## 追索钞券
中国银行上海分行襄理周克昌乘坐第47号专机从上海龙华机场出发，直接前往长兴，以便亲自处理与坠机事件相关的钞票的处理和后续安排。此外，另一名中国银行职员则选择了陆路，乘坐上午7时的车次，通过苏州转赴长兴。中国银行在接到相关消息后，立即指示长兴县政府和当地乡镇保长协助收回散落的钞票。如果无法全部收回，则将回收的二十麻袋钞票运往上海，并与保险公司协商剩余部分的赔偿事宜。中国银行为了应对此次紧急情况，制定了以下应急处理措施：首先，要求持有失事飞机相同版号的钞票的人士，如果钞票上有水渍、火渍、油渍或气味等可疑痕迹，应立即到湖州中国银行进行登记，此类钞票不得再次使用。其次，对于拾得钞票的民众，银行提供奖励，奖金为钞票面额的30%，但此奖励仅限于十日内。此外，相关的钞票号码将会公布，号码内的钞票将禁止流通，以防止拾得者误用。这些措施旨在通过威慑和激励的方式，鼓励村民交出拾获的钞票，以减少银行的损失。
1947年1月10日，中国银行与地方官警合作，在失事地点收集了残破的钞券并装箱。这些钞券在浙江第二区专员公署和长兴地方法院的共同监督下被封存，并随后运往上海。1月14日上午10时，在上海市地检处派员监督下，于上海分行第231室，公开进行了开箱点验。检验结果显示，其中完整的钞券尚有2.5亿元，已烧焦且损毁的钞券为48万元，缺失额为9.25万元。据中国银行的一名职员透露，这批钞票中有2亿多被回收并封存，2亿遭到烧毁，大约3亿被当地居民抢走，另外约4亿被盗运，造成了巨大的经济损失。为此，中国银行在运输钞票前，已经在中国保险公司和中国产物保险公司投保了全额保险，并且这两家保险公司因责任重大，进一步将风险转分保至一家位于上海的外国保险公司。事故发生后，相关人员紧急赴长兴县政府协商回收散落的钞票及其他善后事宜。由于当时纸币的泛滥发行，这一损失在当时的经济背景下并未构成重大难题。